# Hyphessobrycon simulatus
Hyphessobrycon simulatus är en fiskart som först beskrevs av Géry, 1960.  Hyphessobrycon simulatus ingår i släktet Hyphessobrycon och familjen Characidae. Inga underarter finns listade i Catalogue of Life.